# 9267 Lokrume
9267 Lokrume este un asteroid din centura principală de asteroizi.

## Descriere
9267 Lokrume este un asteroid din centura principală de asteroizi. A fost descoperit pe 2 septembrie 1978 la Observatorul La Silla de Claes-Ingvar Lagerkvist. El prezintă o orbită caracterizată de o semiaxă mare de 2,93 ua, o excentricitate de 0,10 și o înclinație de 2,9° în raport cu ecliptica.